# Felidae – Karmok harca
A Felidae – Karmok harca (eredeti cím: Felidae) 1994-ben bemutatott német neo-noir rajzfilm, amely Akif Pirinçci Bársonytalpon oson a halál című regénye alapján készült. Az animációs játékfilm rendezője Michael Schaack, producere Hanno Huth. A forgatókönyvet Martin Kluger és Akif Pirinçci írta, a zenéjét Anne Dudley szerezte. A mozifilm a Trickompany és az A. Film A/S gyártásában készült, a Senator Film Distribution forgalmazásában jelent meg. Műfaja horrorfilm. 
Németországban 1994. november 3-án mutatták be a mozikban, Magyarországon 1995. október 11-én adták ki VHS-en.

## Cselekmény
A történet főszereplője Francis, egy házi macska, aki gazdájával új környékre költözik. A környéken viszont rejtélyes gyilkosságokat követ el egy ismeretlen sorozatgyilkos a macskák ellen. Francis hamar megismeri Kékszakállt, a félszemű kandúrt, tőle tudja meg, hogy már egy jó ideje nincsenek rendben a dolgok a környéken. Francis ki akarja nyomozni ki és miért követi el a gyilkosságokat, Kékszakáll segítségével hamar megismeri a környék macskáit, akik közül többen egy szekta tagjai, ami Claudandust, egy mitikus macskát imád, aki a múltban titkos orvosi kísérletek alanya volt. A gyilkosságok azonban tovább folytatódnak és Francis lassacskán rájön milyen sötét terv áll a gyilkosságok hátterében...

## Szereplők
| Szereplő     | Eredeti hang          | Magyar hang       |
| ------------ | --------------------- | ----------------- |
| Francis      | Ulrich Tukur          | Forgács Péter     |
| Kékszakáll   | Mario Adorf           | Kárpáti Tibor     |
| Pascal       | Klaus Maria Brandauer | Szélyes Imre      |
| Jesaja       | Helge Schneider       | Csuja Imre        |
| Kong         | Wolfgang Hess         | Hankó Attila      |
| Preterius    | Gerhard Garbers       | Balázsi Gyula     |
| Joker        | Ulrich Wildgruber     | Orosz István      |
| Felicitas    | Mona Seefried         | Kiss Erika        |
| Gustav       | Manfred Steffen       | Bata János        |
| Archie       | Uwe Ochsenknecht      | Pálfai Péter      |
| Nhozemphtekh | Michaela Amler        | Farkasinszky Edit |
| Pepeline     | Alexandra Mink        | Zsigmond Tamara   |
| Mendel       | Christian Schneller   | Szombathy Gyula   |